# フランシス・ティアフォー
フランシス・ティアフォー（Frances Tiafoe, 1998年1月20日 - ）は、アメリカ合衆国・メリーランド州ハイアッツビル出身の男子プロテニス選手。ATPツアーでシングルス3勝を挙げている。ATPランキング自己最高位はシングルス10位、ダブルス160位。身長188cm、体重86kg。右利き、バックハンド・ストロークは両手打ち。

## 選手経歴

### ジュニア時代
両親はシエラレオネ人で、1996年にアメリカ合衆国に移住。父親は建設作業員、母親は夜勤の看護師の元で双子の男の子として生まれた。5歳からトレーニングをして、8歳からはコーチもついて本格的にテニスをする。14歳でジュニア世界ランキングで2位を記録した。オレンジボウル国際テニス選手権を史上最年少の15歳で優勝を果たす。シティ・オープンでツアー初出場となり、1回戦でエフゲニー・ドンスコイに敗れた。翌年にはプロ転向。

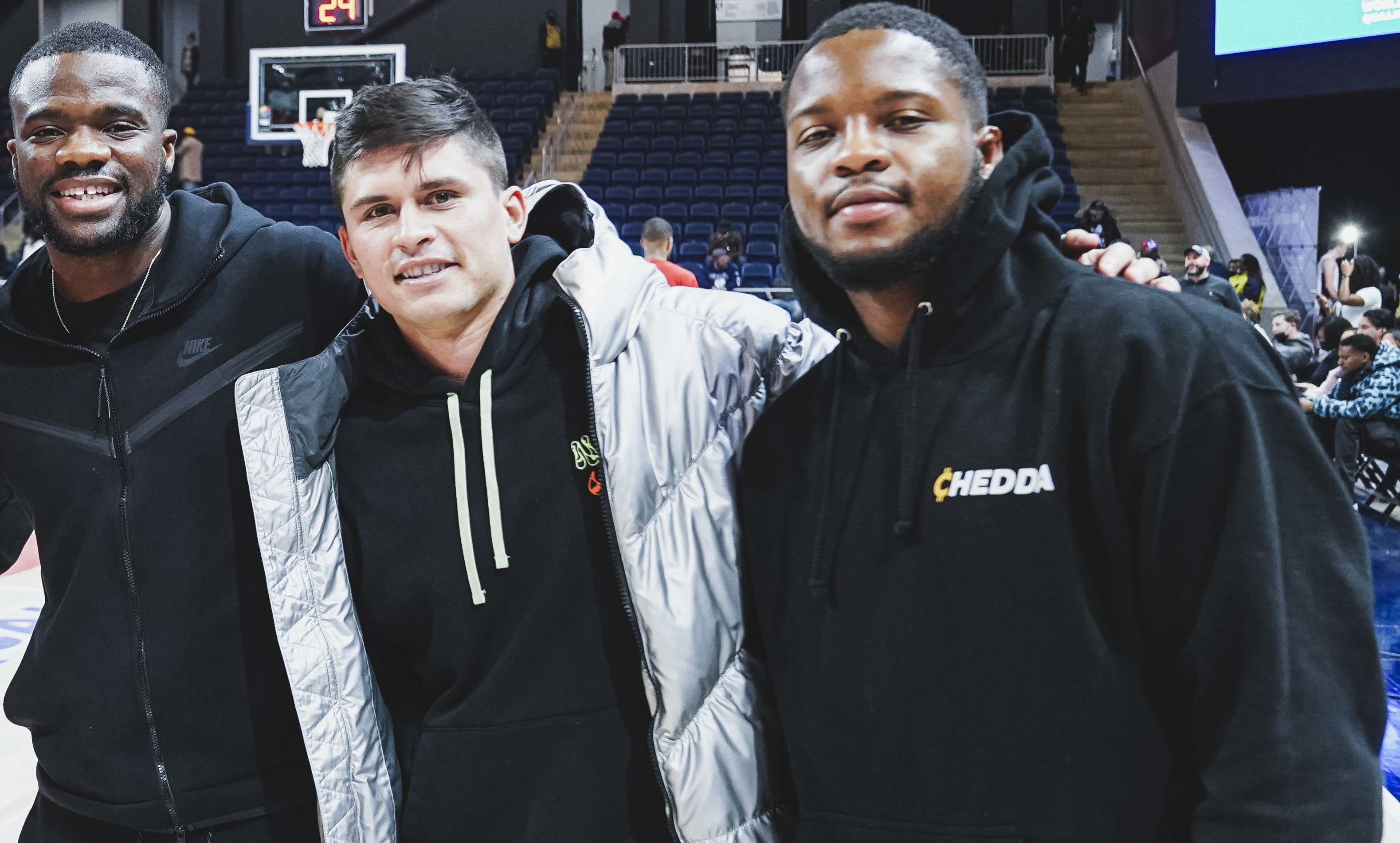
フランシス・ティアフォー(左)、ティアフォーの兄弟フランクリン(右)

### 2015年 トップ200入り
年始に800位台で始まった世界ランキングはATPチャレンジャーツアーに出場していくことで5月には300位台までに上昇していた。全仏オープンにワイルドカードでグランドスラム初出場を果たした。1回戦でマルティン・クリザンに敗れた。ウィンストン・セーラム・オープンの1回戦でジェームス・ダックワースを破り、ツアー初勝利を挙げた。全米オープンにもワイルドカードで出場するも、第22シードのビクトル・トロイツキ初戦敗退となったが、大会後にはチャレンジャーレベルで勝ち上がり、準優勝をするなどランキングを上げていき、トップ200入りをする。年間最終ランキングは176位。

### 2016年 トップ100入り
カナダのグランビーでのATPチャレンジャーツアー初優勝をはじめとするチャレンジャーレベルでは良い結果を残したが、ツアーレベルではBNPパリバ・オープン1回戦のテイラー・フリッツ戦での1勝のみとなった。全米オープンではジョン・イズナーに初戦敗退するも、10月にはトップ100入りしたを果たした。年間最終ランキングは108位。

### 2017年 グランドスラム初勝利
全豪オープンの予選を突破し、本戦1回戦でミハイル・ククシュキンを破り、グランドスラム初勝利。2回戦では第24シードのアレクサンダー・ズベレフに2-6, 3-6, 4-6のストレートで敗れた。
全仏オープンでは1回戦で第28シードのファビオ・フォニーニに4-6, 3-6, 6-3, 6-1, 0-6のフルセットで敗れた。初出場となったウィンブルドン選手権では1回戦でロビン・ハーセに勝利。2回戦では第10シードのアレクサンダー・ズベレフに3-6, 4-6, 3-6のストレートで敗れた。

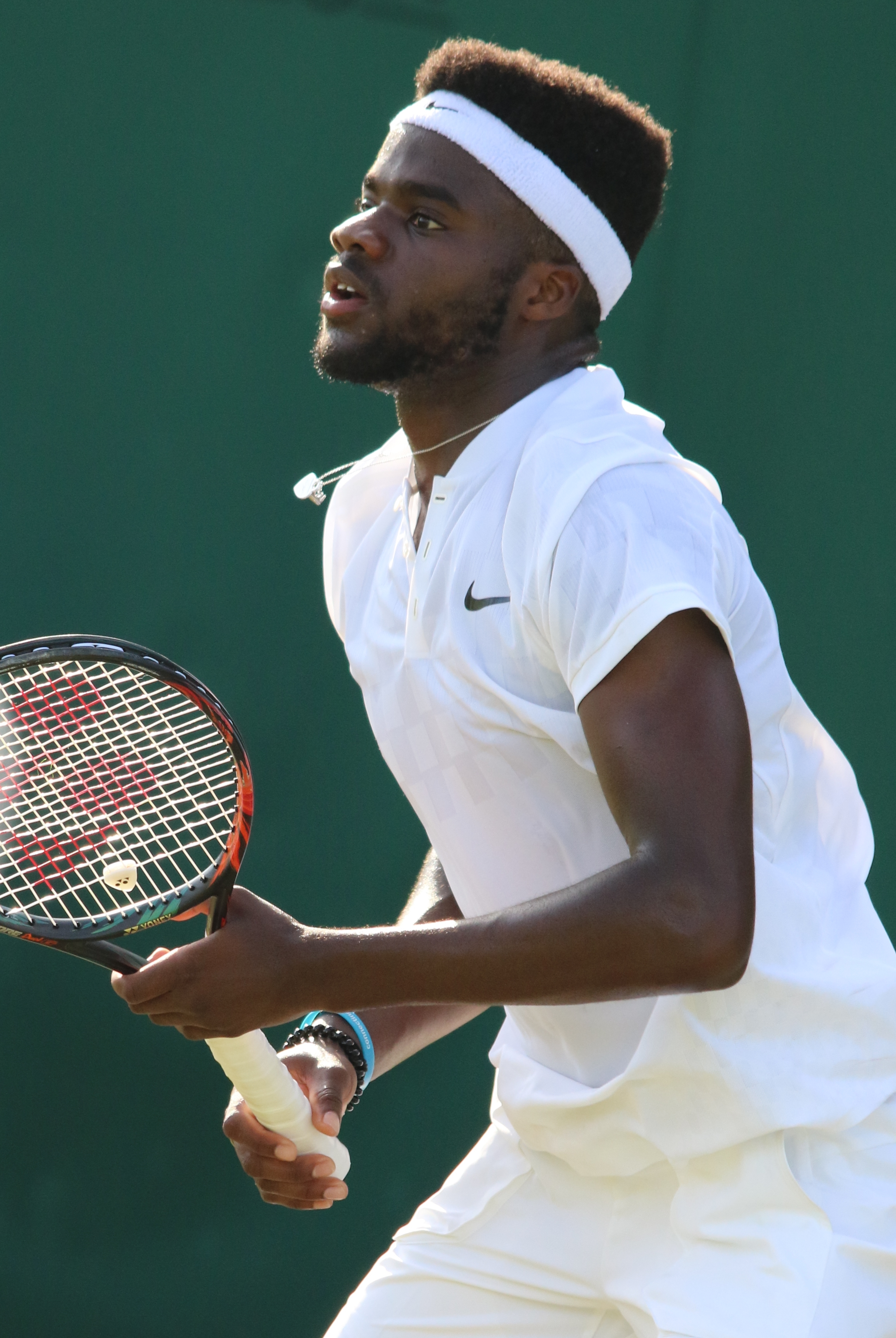
2017年ウィンブルドン選手権でのフランシス・ティアフォー

ウエスタン・アンド・サザン・オープンでは2回戦で当時世界7位のアレクサンダー・ズベレフを4-6, 6-3, 6-4で下し、対トップ10初勝利を挙げた。3回戦ではジョン・イズナーに敗れた。全米オープン1回戦で第3シードのロジャー・フェデラーと対戦し、6-4, 2-6, 1-6, 6-1, 4-6で敗れたものの、フルセットまで縺れ込む激闘を演じた。レーバーカップには世界選抜として初出場。シングルスでマリン・チリッチに敗れた。上海マスターズでは2回戦でサム・クエリーに敗れた。年間最終ランキングは79位。

### 2018年 ツアー初優勝 トップ50入り
4月のニューヨーク・オープンで初めてツアー大会でベスト8進出し、デルレイビーチ・オープンではフアン マルティン・デル・ポトロらを破り初の決勝に進出し、ペーター・ゴヨフチクに6-1, 6-4で勝利し、ツアー初優勝を飾った。マイアミ・オープンでは4回戦まで進出した。ミレニアム・エストリル・オープンでは決勝に進出したが、ジョアン・ソウザに敗れた。
ウィンブルドン選手権は1回戦でフェルナンド・ベルダスコ、2回戦でジュリアン・ベネトーを下して、3回戦でカレン・ハチャノフにフルセットの末に敗れた。ナショナル・バンク・オープンでは3回戦でグリゴール・ディミトロフに敗れた。ウエスタン・アンド・サザン・オープンではデニス・シャポバロフに初戦敗退。全米オープンでは1回戦でアドリアン・マナリノを下すも、2回戦でアレックス・デミノーに敗れた。2年連続でレーバーカップに出場して、シングルスでグリゴール・ディミトロフに敗れた。その後は初戦敗退が続き、パリ・マスターズ2回戦でアレクサンダー・ズベレフに敗退した。
ネクストジェネレーション・ATPファイナルに初出場したが、1勝2敗の成績でラウンドロビン敗退に終わった。年間最終ランキングは39位。

### 2019年 全豪ベスト8 NextGenファイナルズベスト4
全豪オープン2回戦では第5シードのケビン・アンダーソンを4-6, 6-4, 6-4, 7-5で下して、
4回戦で第20シードのグリゴール・ディミトロフに7-5, 7-6(6), 6-7(1), 7-5で勝利して初のグランドスラムベスト8入り。準々決勝では第2シードのラファエル・ナダルに3-6, 4-6, 2-6のストレートで敗れた。BNPパリバ・オープンでは1回戦でニコラス・ジャリーに初戦敗退。マイアミ・オープンは準々決勝でデニス・シャポバロフに敗れた。
マドリード・オープンでは3回戦でラファエル・ナダルに敗れた。BNLイタリア国際ではジョアン・ソウザに初戦敗退。第32シードとして迎えた全仏オープンではフィリップ・クライノビッチに2-6, 6-4, 3-6, 6-3, 0-6のフルセットの末に初戦敗退。ウィンブルドン選手権では1回戦で第12シードのファビオ・フォニーニに7-5, 4-6, 4-6, 6-3, 4-6のフルセットの末に敗れた。
全米オープンでは2回戦で第6シードのアレクサンダー・ズベレフに3-6, 6-3, 2-6, 6-2, 6-3のフルセットの末に敗れた。上海マスターズでもデニス・シャポバロフに初戦敗退。パリ・マスターズではテイラー・フリッツに初戦敗退。
ネクストジェネレーション・ATPファイナルには2年連続で出場。2勝1敗の成績でベスト4入り。準決勝ではアレックス・デミノーに敗れた。年間最終ランキングは47位。

### 2020年 グランドスラム4回戦進出
全豪オープンでは1回戦で第4シードのダニール・メドベージェフに初戦敗退。大会後にトップ50陥落。ウエスタン・アンド・サザン・オープンでは1回戦でアンディ・マリーに敗れたが、全米オープンではグランドスラム4回戦進出。4回戦では第3シードのメドベージェフにストレートで敗れた。全仏オープンでは1回戦でヤン＝レナード・ストルフにフルセットの末に初戦敗退。パルマでのATPチャレンジャーツアーでは優勝。年間最終ランキングは59位。

### 2021年 オリンピック初出場
全豪オープンでは2回戦で第1シードのノバク・ジョコビッチに敗れた。マイアミ・オープンでは4回戦ではダニール・メドベージェフに敗れた。全仏オープンではスティーブ・ジョンソンに初戦敗退。6月のノッティンガム・チャレンジャーを優勝。ウィンブルドン選手権では1回戦で第3シードのステファノス・チチパスを6-4, 6-4, 6-3のストレートで破る金星を挙げ、2回戦でバセク・ポシュピシルを6-4, 6-4, 6-4のストレートで下すも、3回戦ではカレン・ハチャノフに3-6, 4-6, 4-6のストレートで敗退。
東京2020オリンピックではアメリカ合衆国代表として、初出場するも、2回戦でチチパスに敗退。全米オープンでは3回戦で第5シードのアンドレイ・ルブレフを4-6, 6-3, 7-6(8), 4-6, 6-4のフルセットの熱戦で勝利。2年連続で4回戦進出を果たした。4回戦ではフェリックス・オジェ＝アリアシムに6-4, 2-6, 6-7(8), 4-6で敗退。エルステ・バンク・オープンでは予選から勝ち上がり、準決勝でヤニック・シナーを破り、決勝でアレクサンダー・ズベレフに敗れて、準優勝。年間最終ランキングは38位。

### 2022年 全米ベスト4 トップ20入り

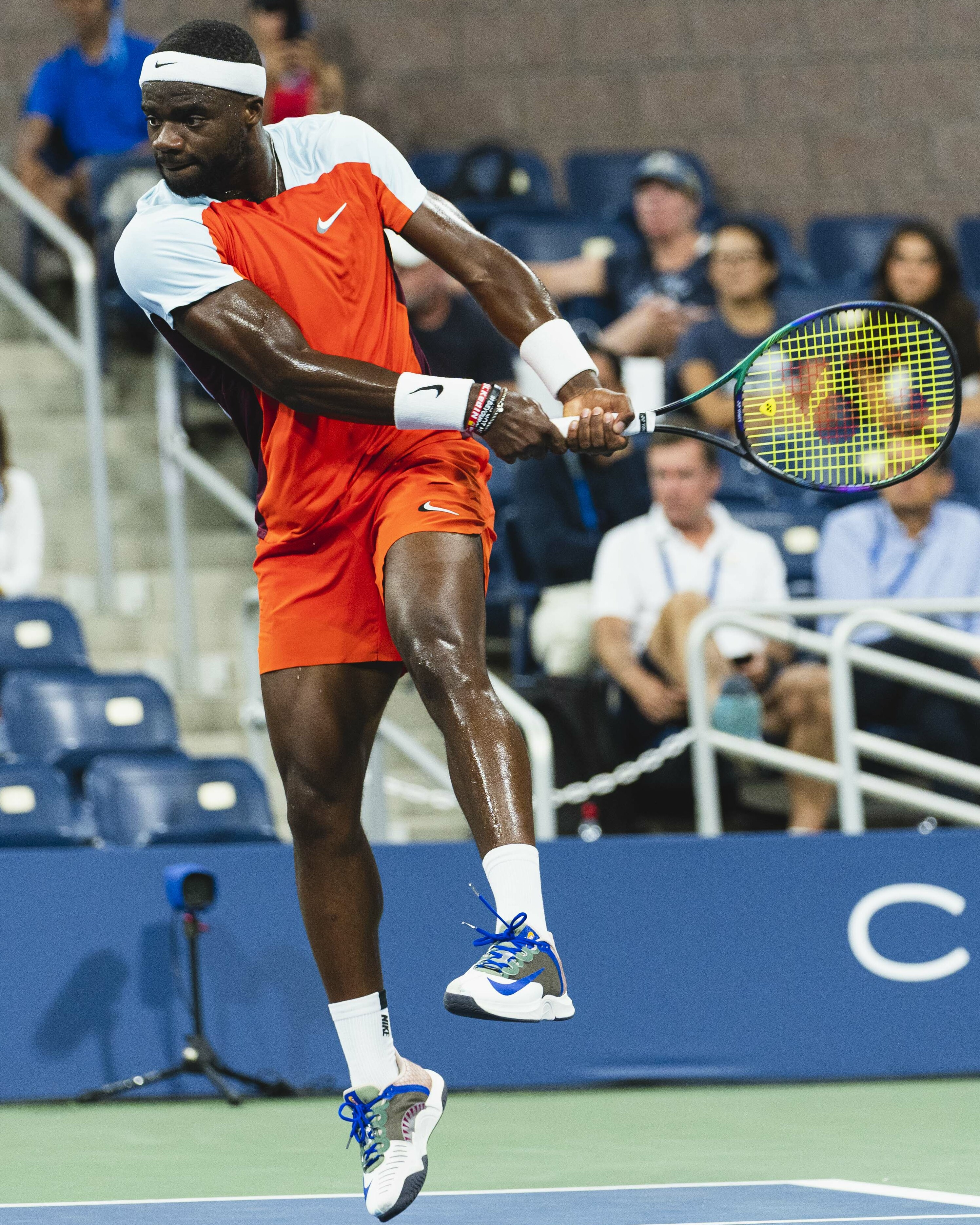
2022年全米オープンでのフランシス・ティアフォー(1)

全豪オープンでは2回戦でテイラー・フリッツに4-6, 3-6, 5-7のストレートで敗退。BNPパリバ・オープンでは3回戦でアンドレイ・ルブレフに3-6, 4-6で敗退。マイアミ・オープンでは4回戦でフランシスコ・セルンドロに7-6(2), 6-7(3), 2-3で敗退。
ミレニアム・エストリル・オープン決勝でセバスティアン・バエスに敗れ、準優勝。マドリード・オープンでは1回戦でクリスチャン・ガリンに1-6, 3-6で敗れた。BNLイタリア国際ではフィリップ・クライノビッチに6-7(7), 6-7(4)で初戦敗退。
全仏オープンでは第24シードとして出場して、初の初戦突破するも、2回戦でダビド・ゴファンに6-3, 6-7(1), 2-6, 4-6で敗れた。
ウィンブルドン選手権では第23シードとして出場。3回戦でアレクサンダー・ブブリクを3-6, 7-6(1), 7-6(3), 6-4の逆転で破り、大会初のベスト１６進出を果たした。初の4回戦進出。4回戦ではダビド・ゴファンに6-7(3), 7-5, 7-5, 4-6, 5-7のフルセットの接戦の末に敗れた。
シティ・オープンでは準々決勝でニック・キリオスに7-6(5), 6-7(12), 2-6の熱戦で敗れた。ナショナル・バンク・オープンでは2回戦でフリッツに敗れた。ウエスタン・アンド・サザン・オープンでは1回戦でマッテオ・ベレッティーニに7-6(3), 4-6, 7-6(5)の熱戦で勝利するも、2回戦でセバスチャン・コーダに6-4, 1-6, 4-6で敗れた。

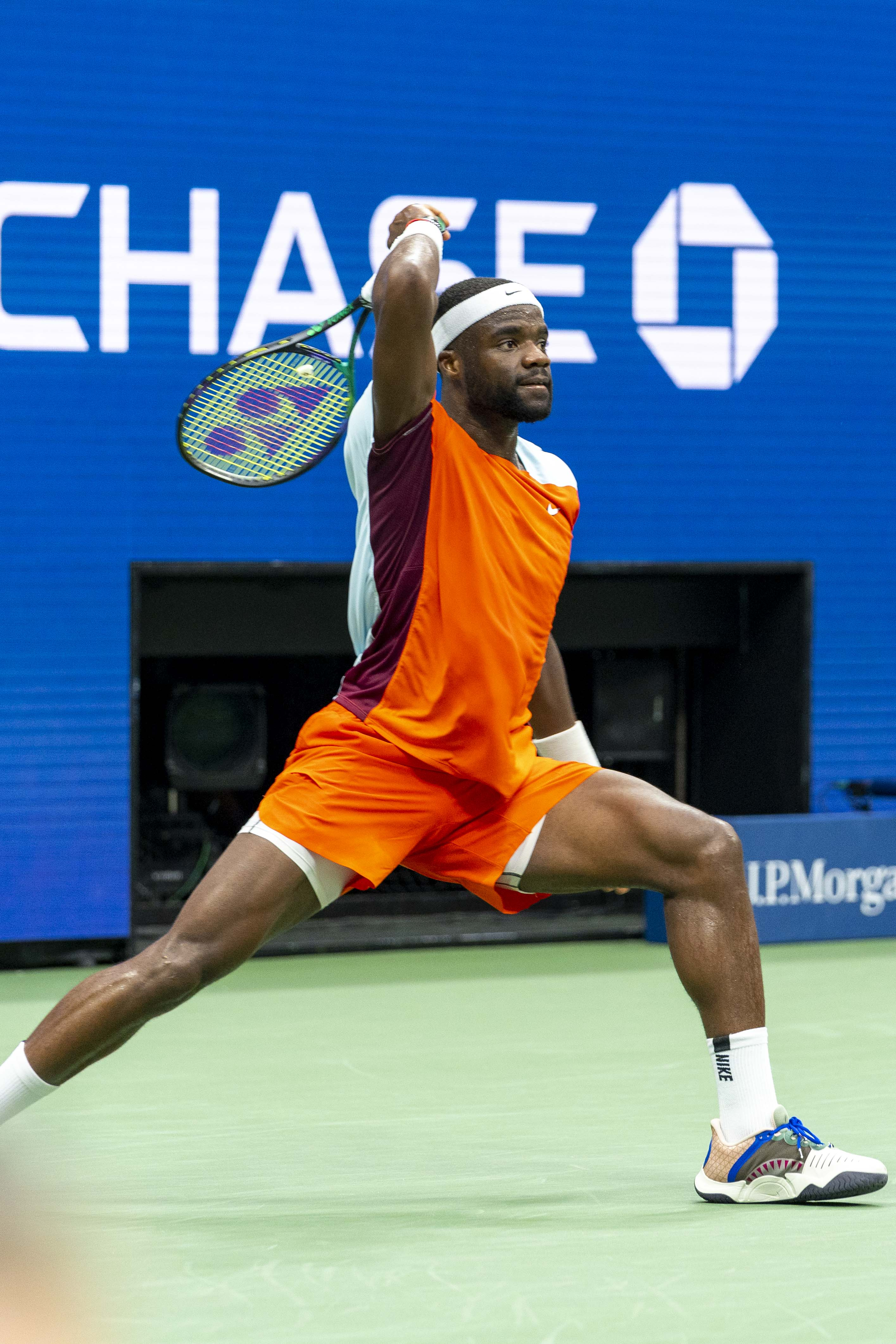
2022年全米オープンでのフランシス・ティアフォー(2)

全米オープンでは第22シードで出場。3回戦で第14シードのディエゴ・シュワルツマンに7-6(7), 6-4, 6-4、4回戦では第2シードのラファエル・ナダルを6-4, 4-6, 6-4, 6-3で下す大金星を挙げ、初のベスト8入り。準々決勝では第9シードのアンドレイ・ルブレフに7-6(3), 7-6(0), 6-4のストレートで勝利し、米国勢16年ぶり及び自身初のグランドスラムベスト4入りを決めた。準決勝では第3シードのカルロス・アルカラスに7-6(6), 3-6, 1-6, 7-6(5), 3-6のフルセットの熱戦の末に敗退。
レーバーカップではダブルスでジャック・ソックと組み、今大会を最後に引退を表明したロジャー・フェデラーとラファエル・ナダルとのペアと対決し、4-6, 7-6(2), 11-9の逆転でレジェンドペアを下して、世界選抜の初優勝に貢献。楽天ジャパン・オープン・テニス チャンピオンシップス2022では決勝でフリッツに6-7(3), 6-7(2)で敗れ、準優勝。パリ・マスターズでは準々決勝でフェリックス・オジェ＝アリアシムに敗れた。年間最終ランキングは19位。

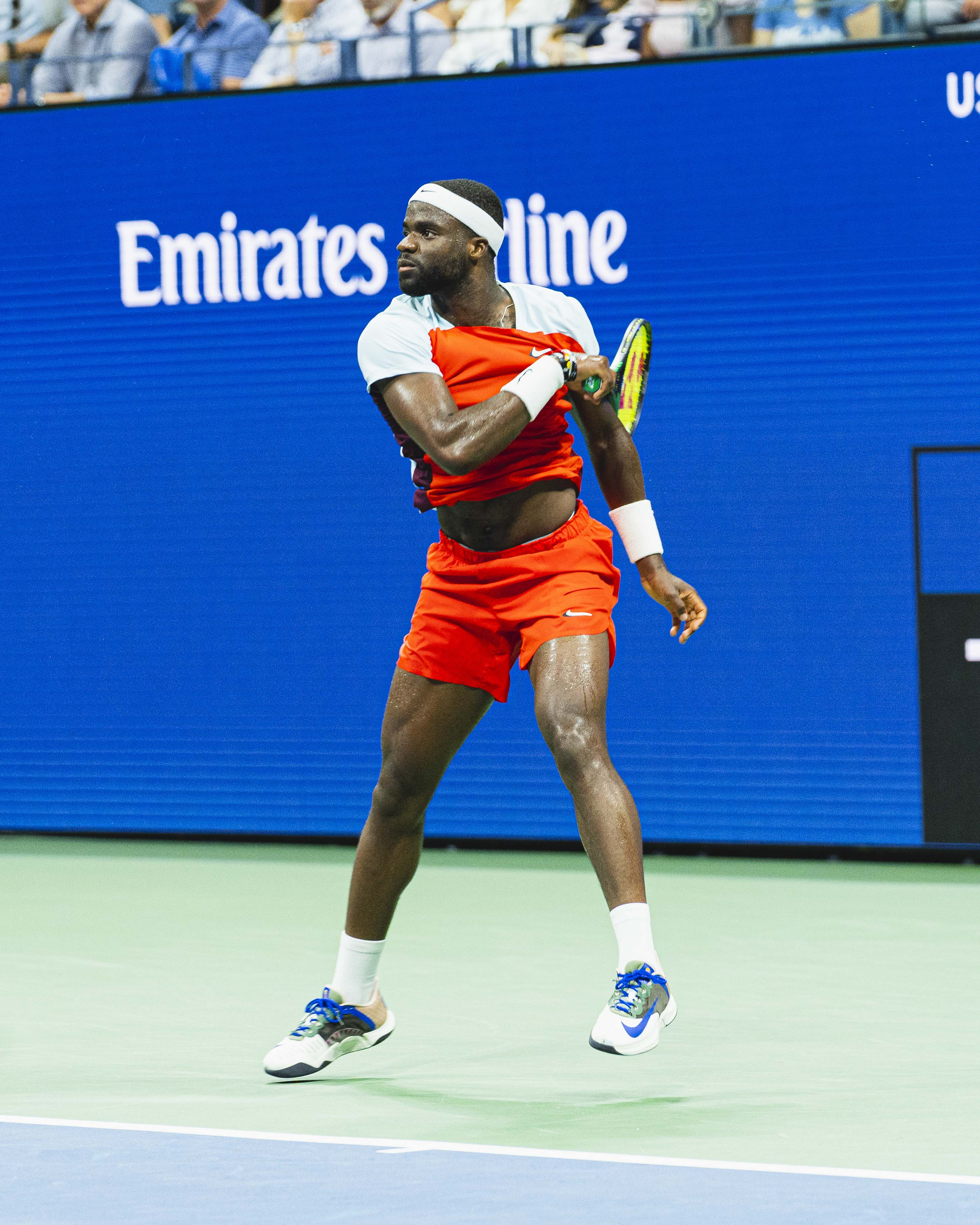
2022年全米オープンでのフランシス・ティアフォー(3)

### 2023年 ツアー3勝目 ユナイテッド杯初優勝 トップ10入り
1月、ユナイテッド・カップではアメリカ合衆国代表として出場し、5戦全勝を挙げ、チームを優勝に導いた。全豪オープンでは第16シードとして出場し、3回戦で第18シードのカレン・ハチャノフに3-6, 4-6, 6-3, 6-7(9)で敗れた。
2月、ダラス・オープンではベスト8進出。準々決勝ではジェフリー・ジョン・ウルフに4-6, 6-3, 6-4で敗れた。
3月、BNPパリバ・オープンでは準々決勝でキャメロン・ノリーを6-4, 6-4のストレートで破り、ATPマスターズ1000初のベスト4進出を果たした。準決勝ではダニール・メドベージェフに5-7, 6-7(4)のストレートで敗れた。マイアミ・オープンでは1回戦で綿貫陽介を6-7(5), 7-6(3), 6-4のフルセットを制す。2回戦ではロレンツォ・ソネゴに3-6, 4-6のストレートで敗れた。
4月、全米男子クレーコート選手権では第1シードとして出場。決勝でトマス・マルティン・エチェベリーを7-6(1), 7-6(6)のストレートで下し、5年2ヶ月ぶりにATPツアー優勝を果たした。ツアー2勝目を挙げた。
5月、マドリード・オープンでは3回戦ではペドロ・カチーンに1-6, 6-7(2)で敗れた。ローマ・マスターズでは3回戦でロレンツォ・ムゼッティに7-5, 4-6, 3-6で敗退。全仏オープンには第12シードとして初の3回戦進出。3回戦では第22シードのアレクサンダー・ズベレフに6-3, 6-7(3), 1-6, 6-7(5)で敗れた。

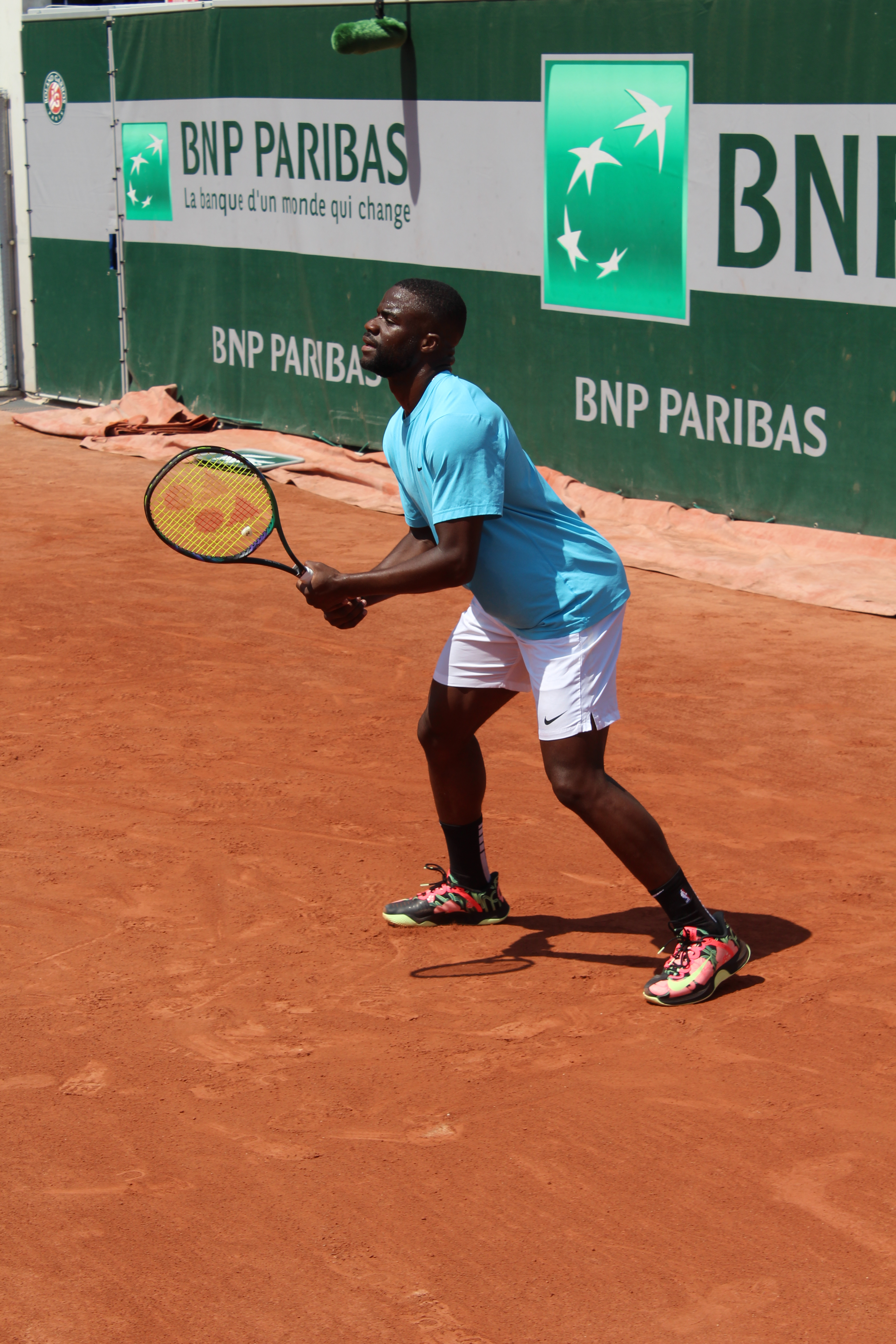
2023年全仏オープンでのフランシス・ティアフォー

6月、シュトゥットガルト・オープン決勝でヤン＝レナード・ストルフを4-6, 7-6(1), 7-6(8)で破り、芝コート初タイトルかつツアー3勝目を挙げた。大会後には世界ランク10位になり、初のトップ10入り。
7月、ウィンブルドン選手権では第10シードとして出場して、3回戦では第21シードのグリゴール・ディミトロフに2-6, 3-6, 2-6のストレートで敗退。
8月、シティ・オープンでベスト8入り。準々決勝ではダニエル・エバンスに4-6, 5-7のストレートで敗退。ナショナル・バンク・オープンではミロシュ・ラオニッチに7-6(12), 6-7(4), 3-6で初戦敗退。ウエスタン・アンド・サザン・オープンでは2回戦でスタン・ワウリンカに3-6, 4-6のストレートで敗退。
9月、全米オープンでは第10シードとして出場して、2年連続でベスト8入りするも、準々決勝ではベン・シェルトンに2-6, 3-6, 6-7(7), 2-6で敗れた。レーバーカップでは2年連続でチームの優勝に貢献した。
10月、上海マスターズではロレンツォ・ソネゴに6-2, 2-6, 3-6、ジャパン・オープンではアスラン・カラツェフに3-6, 6-7(4)でそれぞれ初戦敗退。エルステ・バンク・オープンではベスト8入りするも、準々決勝でヤニック・シナーに3-6, 4-6のストレートで敗れた。パリ・マスターズではアレクサンダー・ブブリクに3-6, 4-6のストレートで初戦敗退。年間最終ランキングは16位。

### 2024年 マスターズ準優勝 全米ベスト4 ツアー通算200勝
1月、香港オープンではベスト8入りするも、準々決勝で商竣程に4-6, 4-6のストレートで敗退。
全豪オープンでは第17シードとして出場し、1回戦ではボルナ・チョリッチを6-3, 7-6(7), 2-6, 6-4で破るも、2回戦でトマーシュ・マハーチに4-6, 4-6, 6-7(5)のストレートで敗れた。
2月、ダラス・オープンでは第1シードとして出場し、ベスト8進出するも、準々決勝でマルコス・ギロンに1-6, 4-6のストレートで敗退。デルレイビーチ・オープンではベスト4進出。準決勝ではトミー・ポールに2-6, 2-6のストレートで敗退。
3月、BNPパリバ・オープンでは3回戦でステファノス・チチパスに3-6, 3-6のストレートで敗退。マイアミ・オープンではクリストファー・オコネルに5-7, 6-7(5)で初戦敗退となった。
4月、全米男子クレーコート選手権では決勝でベン・シェルトンに5-7, 6-4, 3-6で敗れ、準優勝。マドリード・オープンではペドロ・カチーンに6-7(1), 6-3, 4-6で初戦敗退。
5月、ローマ・マスターズではドミニク・コプファーに4-6, 2-6のストレートで初戦敗退。全仏オープンでは2回戦でデニス・シャポバロフに7-6(4), 4-6, 2-6, 4-6で敗れた。
6月、シュトゥットガルト・オープンではベスト8進出。準々決勝ではジャック・ドレイパーに7-5, 4-6, 6-7(1)の逆転で敗れた。クイーンズ・クラブ選手権ではリンキー・ヒジカタ戦で5-7, 6-4, 0-1の時点で途中棄権した。
7月、ウィンブルドン選手権では第29シードとして出場して、3回戦進出。3回戦では第3シードのカルロス・アルカラスに7-5, 2-6, 6-4, 6-7(2), 2-6のフルセットで敗れた。アトランタ・オープンではベスト8進出。準々決勝では西岡良仁に6-7(2), 2-6のストレートで敗れた。
8月、シティ・オープンでは準々決勝でアンドレイ・ルブレフに6-4, 7-6(3)のストレートで破り、ベスト4進出。準決勝ではセバスチャン・コーダに4-6, 4-6のストレートで敗退。ナショナル・バンク・オープンではアレハンドロ・タビロに4-6, 2-6のストレートで初戦敗退するも、ウエスタン・アンド・サザン・オープンでは1回戦でアレハンドロ・ダビドビッチ・フォキナを6-3, 7-6(6)、2回戦ではロレンツォ・ムゼッティを6-3, 6-2、3回戦ではイジー・レヘチカを6-4, 6-7(10), 7-5、準々決勝ではホベルト・ホルカシュを6-3(不戦勝)により、ベスト4進出し、ツアー通算200勝目を達成。準決勝ではホルガ・ルーネを6-4, 1-6, 7-6(4)で下してATPマスターズ1000初の決勝進出。決勝ではヤニック・シナーに6-7(4), 2-6のストレートで敗れるも、準優勝を飾った。
9月、全米オープンでは第20シードとして出場して、3回戦では同胞かつ第13シードのシェルトンを4-6, 7-5, 6-7(5), 6-4, 6-3のフルセットの末に勝利し、4回戦では第28シードのアレクセイ・ポピリンを6-4, 7-6(3), 2-6, 6-3で下して、ベスト8進出する。準々決勝では第9シードのグリゴール・ディミトロフを6-3, 6-7(5), 6-3, 4-1の時点でディミトロフが棄権したため、2022年以来となる2年ぶりにベスト4進出を決めた。準決勝では第12シードのテイラー・フリッツとの6-4, 5-7, 6-4, 4-6, 1-6のフルセットの激戦の末に敗れ、決勝進出とはならなかった。
10月、上海マスターズでは初の3回戦進出。3回戦ではロマン・サフィウリンに7-5, 5-7, 6-7(5)の熱戦の末に敗れた。エルステ・バンク・オープンでは1回戦でキャメロン・ノリーを6-4, 7-6(4)で初戦を突破するも、2回戦でマッテオ・ベレッティーニに3-6, 7-6(8), 3-6で敗れた。パリ・マスターズではジョヴァニ・ンペシ・ペリカールに7-6(5), 6-7(4), 3-6の逆転で初戦敗退となった。年間最終ランキングは18位。

### 2025年 全仏ベスト8
全豪オープンでは第17シードとして出場。1回戦ではアーサー・リンダークネッシュを7-6(2), 6-3, 4-6, 6-7(4), 6-3のフルセットの末に初戦突破をするも、2回戦ではファービアーン・マロジャーンに7-6(3), 4-6, 6-3, 4-6, 1-6のフルセットで敗れた。
4月の全米男子クレーコート選手権では準決勝でブランドン・ナカシマを6-4, 7-6(3)のストレートで下し、3年連続3度目の決勝進出を果たした。試合後、ティアフォーは「ヒューストンでプレーするのが本当に好きなんだ」と語った。決勝ではジェンソン・ブルックスビーに4-6, 2-6のストレートで敗れ、準優勝となり、苦手だったクレーシーズンをそれ相応に過ごし、第15シードとして迎えた全仏オープンでは2回戦でパブロ・カレーニョ・ブスタを6-4, 6-3, 6-1、3回戦で第23シードのセバスチャン・コーダを7-6(6), 6-3, 6-4、4回戦でダニエル・アルトマイアーを6-3, 6-4, 7-6(4)のストレートでそれぞれ下して初のベスト8を果たした。同大会でアメリカ人選手がベスト8入りするのは2003年のアンドレ・アガシ以来、22年ぶりとなった。準々決勝では第8シードのロレンツォ・ムゼッティに2-6, 6-4, 5-7, 2-6で敗れた。

## プレースタイル
だらんとしたテイクバックから繰り出される独特で攻撃的なフォアハンドと独特なテンポから放つ強烈なサーブが武器。ベースラインから高威力の打球を打ち、主導権を握る。スライスやドロップも上手く、プレーに織り交ぜてくる。得意なサーフェスはその攻撃力のあるプレースタイルから高速ハードである。ラケットに関しては「より攻撃的なテニスをしたい」という理由から2017年からWilsonからYONEXに変更した。
2023年8月31日、西岡良仁が自身のYouTubeチャンネルでティアフォーのことを上記の内容を含めて紹介したことがある。

## ATPツアー決勝進出結果

### シングルス: 2回 (1勝1敗)
| 大会カテゴリ                    |
| グランドスラム (0–0)            |
| ATPファイナルズ (0–0)           |
| ATPツアー・マスターズ1000 (0–0) |
| ATPツアー500 (0–0)              |
| ATPツアー250 (1–1)              |

| サーフェス別タイトル |
| ハード (1–0)         |
| クレー (0–1)         |
| 芝 (0–0)             |

| 結果   | No. | 決勝日        | 大会           | サーフェス | 対戦相手             | スコア   |
| ------ | --- | ------------- | -------------- | ---------- | -------------------- | -------- |
| 優勝   | 1.  | 2018年2月25日 | デルレイビーチ | ハード     | ペーター・ゴヨフチク | 6-1, 6-4 |
| 準優勝 | 1.  | 2018年5月6日  | エストリル     | クレー     | ジョアン・ソウザ     | 4-6, 4-6 |

### ダブルス: 1回 (0勝1敗)
| 大会カテゴリ                    |
| グランドスラム (0–0)            |
| ATPファイナルズ (0–0)           |
| ATPツアー・マスターズ1000 (0–0) |
| ATPツアー500 (0–0)              |
| ATPツアー250 (0–1)              |

| サーフェス別タイトル |
| ハード (0–0)         |
| クレー (0–1)         |
| 芝 (0–0)             |

| 結果   | No. | 決勝日        | 大会         | サーフェス | パートナー           | 対戦相手                                | スコア           |
| ------ | --- | ------------- | ------------ | ---------- | -------------------- | --------------------------------------- | ---------------- |
| 準優勝 | 1.  | 2017年4月16日 | ヒューストン | クレー     | ダスティン・ブラウン | ジュリオ・ペラルタ オラシオ・セバジョス | 6-4, 5-7, [6-10] |

## 成績

### 四大大会シングルス
略語の説明
| W | F | SF | QF | #R | RR | Q# | LQ | A | Z# | PO | G | S | B | NMS | P | NH |

W=優勝, F=準優勝, SF=ベスト4, QF=ベスト8, #R=#回戦敗退, RR=ラウンドロビン敗退, Q#=予選#回戦敗退, LQ=予選敗退, A=大会不参加, Z#=デビスカップ/BJKカップ地域ゾーン, PO=デビスカップ/BJKカッププレーオフ, G=オリンピック金メダル, S=オリンピック銀メダル, B=オリンピック銅メダル, NMS=マスターズシリーズから降格, P=開催延期, NH=開催なし.
| 大会           | 2014 | 2015 | 2016 | 2017 | 2018 | 2019 | 2020 | 2021 | 通算成績 |
| -------------- | ---- | ---- | ---- | ---- | ---- | ---- | ---- | ---- | -------- |
| 全豪オープン   | A    | A    | Q2   | 2R   | 1R   | QF   | 1R   | 2R   | 6–5      |
| 全仏オープン   | A    | 1R   | Q3   | 1R   | 1R   | 1R   | 1R   |      | 0–5      |
| ウィンブルドン | A    | A    | Q1   | 2R   | 3R   | 1R   | NH   |      | 3–3      |
| 全米オープン   | Q1   | 1R   | 1R   | 1R   | 2R   | 2R   | 4R   |      | 5–6      |

### 大会最高成績
| 大会                     | 成績 | 年       |
| ------------------------ | ---- | -------- |
| ATPファイナルズ          | A    | 出場なし |
| インディアンウェルズ     | SF   | 2023     |
| マイアミ                 | QF   | 2019     |
| モンテカルロ             | 2R   | 2025     |
| マドリード               | 4R   | 2025     |
| ローマ                   | 3R   | 2023     |
| カナダ                   | 4R   | 2025     |
| シンシナティ             | F    | 2024     |
| 上海                     | 3R   | 2024     |
| パリ                     | 2R   | 2018     |
| オリンピック             | 2R   | 2021     |
| デビスカップ             | SF   | 2018     |
| ユナイテッド・カップ     | W    | 2023     |
| Next Gen ATPファイナルズ | SF   | 2019     |